# Yasumi Matsuno
Yasumi Matsuno (jap. 松野泰己 Matsuno Yasumi; ur. 1965 r. w Nigata-ken w Japonii) jest pracownikiem Square Enix (wcześniej znanego jako Square). Urodził się w 1965 roku. W trakcie studiów był zafascynowany AD&D i zespołem Queen. W 1995 po odejściu z zespołu programistycznego "Quest" przyłączył się do Square.

## Pracował nad grami
- Ogre Battle
- Tactics Ogre
- Final Fantasy Tactics
- Vagrant Story
- Final Fantasy Tactics Advance
- Final Fantasy XII
- MadWorld